# Daniel
 For alternative betydninger, se Daniel (flertydig). (Se også artikler, som begynder med Daniel)
Daniel (aramæisk: דניאל) er et hebræisk mandenavn, som betyder "Herren", "dommer", "Gud er min dommer". Den mest kendte bærer er nok profeten Daniel i det gamle testamente.
Ifølge Danmarks Statistik er der over 17.637 mænd/drenge med navnet Daniel
Navnedag er d. 19. april.

## Personer med navnet Daniel
- Daniel Agger, dansk fodboldspiller
- Daniel Alfredsson, svensk ishockeyspiller
- Daniel Andersen, dansk komponist, billedhugger og keramiker
- Daniel Cosgrove, amerikansk skuespiller
- Daniel Defoe, var engelsk forfatter, mest kendt for Robinson Crusoe
- Daniel François Esprit Auber, var fransk komponist
- Daniel Barenboim, er en argentinsk-israelsk pianist og dirigent
- Daniel Bedingfield, engelsk sanger og komponist
- Daniel Bernoulli, var hollandsk matematiker
- Daniel Brühl, tysk skuespiller
- Daniel Bærenholdt, dansk fodboldspiller
- Daniel Craig, engelsk skuespiller
- Daniel Radcliffe, engelsk skuespiller
- Daniel Powter, canadisk sanger
- Daniel (sanger) - den dansk soulsanger Daniel Sitrit

## Navnet anvendt i fiktion
- Daniel "Oz" Osbourne er en figur i TV-serierne Buffy og Angel

## Andre anvendelser
- Daniels Bog, er en af bøgerne i Det Gamle Testamente
- Daniel (sang) - en sang af den britiske sanger Elton John